# Orel

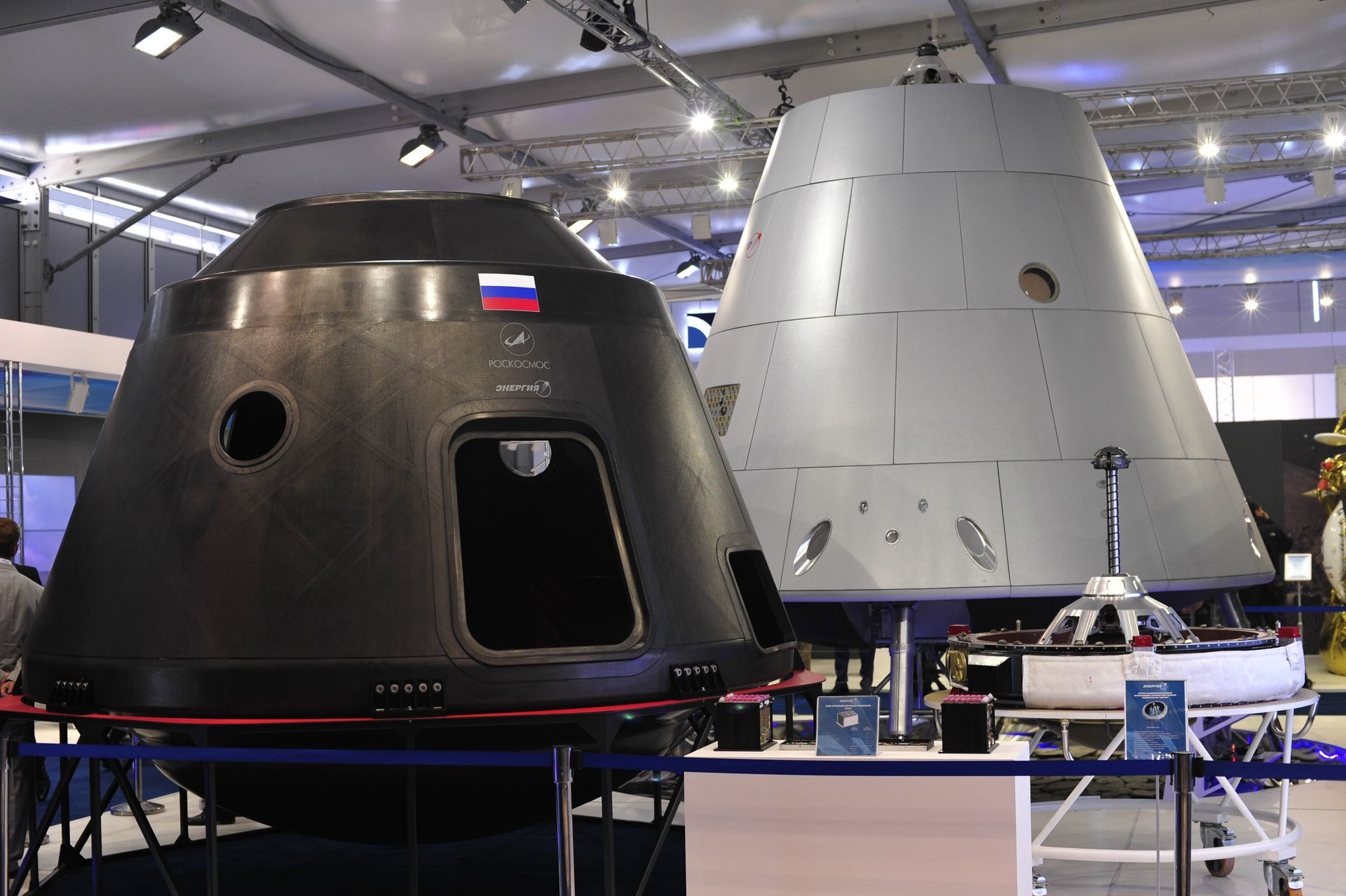
Mockup e artigo de teste do módulo da tripulação da Orel, fotografado em agosto de 2015.

Orel (em russo:  Орел; em português:  Águia) anteriormente denominada Federação (em russo: Федерация, Federatsiya), e PPTS (Перспективная Пилотируемая Транспортная Система, Perspektivnaya Pilotiruemaya Transportnaya Sistema), é um projeto que está sendo realizado pela Agência Espacial Federal Russa para desenvolver uma nova geração de nave espacial tripulada parcialmente reutilizável.
Até 2016, o seu nome oficial era Пилотируемый Транспортный Корабль Нового Поколения, Pilotiruemyi Transportny Korabl Novogo Pokoleniya ou PTK NP que significa "Nave de Transporte Pilotada de Nova Geração". O objetivo do projeto é desenvolver uma nave espacial de nova geração para substituir a envelhecida nave Soyuz, desenvolvida pela antiga União Soviética, para suportar operações lunares e de órbita terrestre baixa. É semelhante em função à espaçonave estadunidense Orion ou ao Commercial Crew Development.
O projeto PPTS foi iniciado após uma tentativa fracassada da Rússia e da Agência Espacial Europeia (ESA) de desenvolver conjuntamente o Crew Space Transportation System (CSTS). Após os estados membros da ESA recusarem-se a financiar o Kliper, em 2006, devido a preocupações com o compartilhamento de trabalho, e novamente recusarem-se a financiar o desenvolvimento do CSTS, em 2009, devido à transferência de tecnologia para a Rússia que poderia ser usada para fins militares, a Agência Espacial Federal Russa ordenou o projeto de uma nova nave tripulada às empresas russas. Foi adjudicado à RKK Energia um contrato de desenvolvimento em 19 de dezembro de 2013.
A Orel é projetada para ser capaz de transportar equipes de quatro pessoas para a órbita da Terra e além em missões de até 30 dias. Se acoplado a uma estação espacial, ela pode permanecer no espaço por até um ano, o dobro da duração da espaçonave Soyuz. A nave será capaz de enviar cosmonautas para a órbita lunar, com o objetivo de colocar uma estação espacial lá, semelhante ao LOP-G.

## Projeto
A Agência Espacial Federal Russa ordenou a indústria espacial do país para finalizar as propostas para a construção de uma nova nave espacial tripulada. O objetivo do projeto é desenvolver uma nave espacial de nova geração para substituir a Soyuz. Em julho de 2012, foi relatado que o foguete Angara A5 seria o veículo usado para o lançamento da nave.
Os requisitos gerais da agência pediram à indústria que desenvolvesse um veículo de padrões "estrangeiros" em suas capacidades e custos técnicos, enquanto usasse as tecnologias existentes o máximo possível.
A nave está sendo construída pela empresa RKK Energia e terá capacidade para transportar uma tripulação formada por quatro pessoas e cargas à órbita terrestre baixa e para a Lua. A Orel poderá permanecer no regime de voo autonômico por até trinta dias e permanecer na estação orbital por até um ano.
No final de 2018, foi anunciado que o primeiro lançamento estava programado para algum momento de 2022, ou possivelmente 2024.

## Veículo lançador

### Rus-M
Um concurso formal em todo o setor para o desenvolvimento de um veículo de lançamento tripulado para lançar o PPTS foi iniciado no começo de 2009. Embora a agência tenha adiado o anúncio do vencedor, muitas fontes não oficiais na Rússia sustentaram que a TsSKB Progress, baseada em Samara e KB Mashinostroenia, lideraria o desenvolvimento do novo foguete. Acreditava-se que o veículo de lançamento, chamado Rus-M, apresentaria um estágio central comum e um número variável de foguetes auxiliares, cada um equipado com poderosos motores RD-180, queimando uma mistura de oxigênio líquido e querosene. O motor foi originalmente desenvolvido pela NPO Energomash, de Moscou, para o foguete Atlas V dos Estados Unidos e seu desempenho até o momento era impressionante. Esperava-se que o segundo estágio ostentasse um par de motores RD-0124, usado no foguete Soyuz-2. Assim, ambas os estágios teriam sido equipados com motores já existentes, reduzindo bastante o custo e o risco para o projeto no geral. Mas, em outubro de 2011, foi anunciado que o programa Rus-M havia sido cancelado.

### Angara

Várias versões do foguete Angara

Em julho de 2012, foi relatado que o Angara A5 será usado como o novo veículo lançador da Orel, anteriormente chamada de Federação.

### Irtysh/Soyuz-5
Posteriormente, as autoridades espaciais russas abandonaram os planos de lançar a espaçonave de nova geração na versão modificada do foguete Angara-5 e optaram pelo veículo lançador Soyuz-5 que ainda seria desenvolvido, ele havia sido recentemente concebido nos projetos Feniks e Sunkar.
Em abril de 2017, o chefe da RKK Energia, Vladimir Solntsev, disse à agência de notícias oficial TASS que o foguete Soyuz-5 seria um veículo de lançamento preferível para a espaçonave de transporte de nova geração PTK/Federatsiya em relação ao foguete Angara-5P devido ao menor custo. Em 2018, o Soyuz-5 foi renomeado para Irtysh, o primeiro lançamento está planejado para 2022.